# 新田天良町
新田天良町（にったてんらちょう）は、群馬県太田市にある地名（町丁）。郵便番号は370-0301。

## 概要
生品地区にある町丁。

## 地理
町内の大部分は田畑が占めている、

### 近隣町丁
- 寄合町
- 新田小金町
- 新田小金井町
- 天良町
- 西長岡町

## 世帯数と人口
2022年（令和4年）3月31日現在の世帯数と人口は以下の通りである。
| 町丁       | 世帯数 | 人口 |
| ---------- | ------ | ---- |
| 新田天良町 | 11世帯 | 25人 |

## 交通

### 鉄道
町内に鉄道は通っていない。